# Orientshama
Orientshama (Copsychus saularis) är en vidd sprid och välkänd asiatisk fågel i familjen flugsnappare inom ordningen tättingar.

## Utseende och läten
Orientshaman är en 20 cm lång brokig tätting med lång och ofta rest stjärt. I alla dräkter har den vita vingfläckar och stjärtkanter. De flesta hanar har blåglansigt svart på huvud, ovansida och bröst med resten av undersidan vit, hos fåglar på östra Java och Borneo dock blåsvart även på buken. Honan är normalt blågrå där hanen är blåsvart, dock mörkare glansigt blå på Sri Lanka och Andamanerna, i den senare populationen även med rostfärgad anstrykning på undersidan. Ungfågeln har orangebeige anstrykning på undersidan med mörk fjällning på strupe och bröst, liksom diffusa orangebeige fläckar ovan. Sången är en fyllig och varierad ramsa som avges från en hög sittplats.

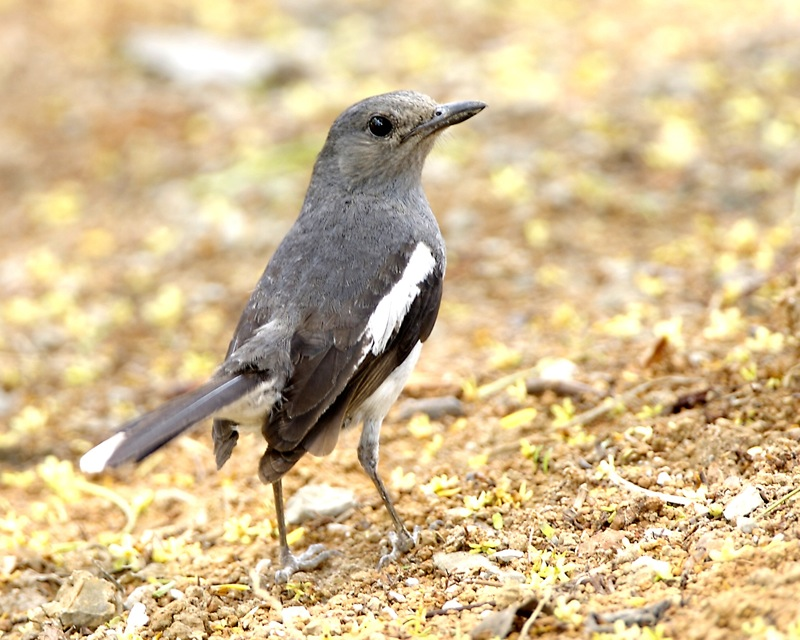
Hona i Bangladesh

## Utbredning och systematik
Orientshama delas in i sju underarter med följande utbredning:
- saularis-gruppen
  - Copsychus saularis saularis – nordöstra Pakistan, Nepal och norra Indien till östra och södra Kina, Hainan, Thailand och Indokina
  - Copsychus saularis ceylonensis – sydöstra Indien och på Sri Lanka
  - Copsychus saularis andamanensis – Andamanerna
  - Copsychus saularis musicus – Malackahalvön (hybridzon med saularis?), Sumatra och närliggande öar (Simeulue, Batuöarna, Nias, Mentawai, Riauarkipelagen, Belitung och Bangkaöarna) samt västra Java; hybridiserar med amoenus på centrala Java
- amoenus-gruppen 
  - Copsychus saularis amoenus – östra Java och Bali
  - Copsychus saularis adamsi – norra Borneo, på Banggi och intilliggande öar
  - Copsychus saularis pluto – östra Borneo och Maratuaöarna

Arten är även införd av människan till Taiwan. Underartsgruppen amoenus bildar en på vissa ställen relativt smal hybridzon med nominatgruppen och är något åtskild genetiskt vilket skulle kunna tyda på att den utgör en egen art.

### Familjetillhörighet
Shamor med släktingar ansågs fram tills nyligen liksom bland andra stenskvättor, stentrastar och buskskvättor vara små trastar. DNA-studier visar dock att de är marklevande flugsnappare (Muscicapidae) och förs därför numera till den familjen.

## Levnadssätt
Orientshaman hittas i öppen skogsmark, odlingsbygd och nära mänsklig bebyggelse. Open woodland, cultivated areas and around human habitation. Den tillbringar mycket tid på marken där den hoppar runt med ofta rest stjärt, födosökande efter insekter som syrsor, skalbaggar, fjärilslarver och myror men även getingar och termiter. Fågeln häckar mellan april och juli i Indien, i princip året runt på Sri Lanka, februari till augusti i Kina och januari till september i Sydostasien. Den bygger ett bo i ett hålutrymme, ofta i en mur, vari den lägger tre till sex ägg som ruvas av båda föräldrarna.

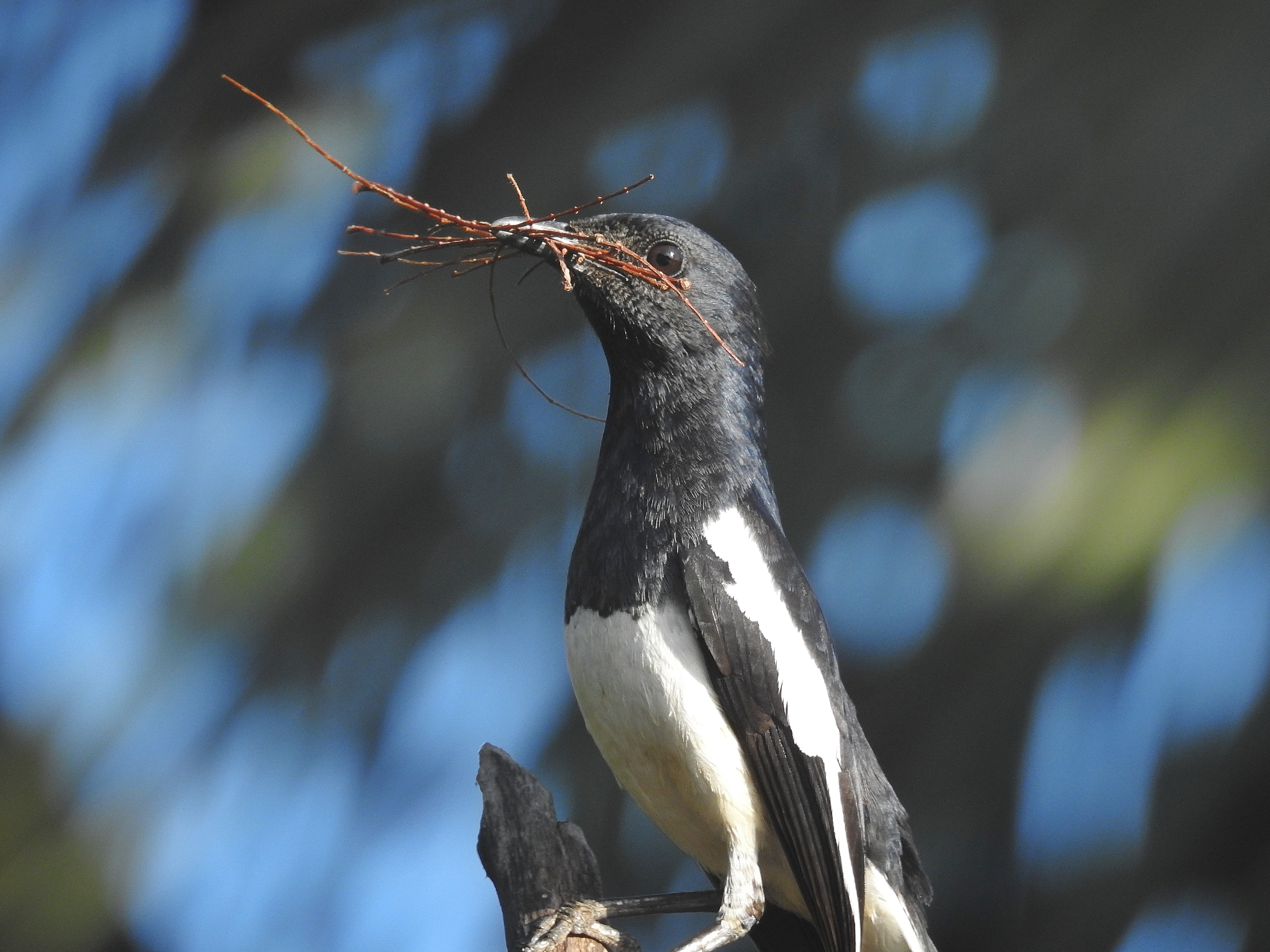
Orientshama med bomaterial i näbben i Kannur, Kerala.

## Status och hot
Arten har ett stort utbredningsområde och en stor population med stabil utveckling och tros inte vara utsatt för något substantiellt hot. Utifrån dessa kriterier kategoriserar internationella naturvårdsunionen IUCN arten som livskraftig (LC). Världspopulationen har inte uppskattats men den beskrivs som generellt vanlig.

## Namn
Fågeln har på svenska även kallats skatnäktergal. 

## I kulturen
Orientshaman är nationalfågel i Bangladesh.